# Coenotephria vallesaria
Coenotephria vallesaria là một loài bướm đêm trong họ Geometridae.